# یاریم‌تپه (درگز)
یاریم‌تپه مربوط به هزاره پنجم پیش از میلاد ـ تاریخی است و در شهرستان درگز، غرب تپه صاحب جان واقع شده و این اثر در تاریخ ۲۳ فروردین ۱۳۴۶ با شمارهٔ ثبت ۶۷۵ به‌عنوان یکی از آثار ملی ایران به ثبت رسیده‌است.